# Patrick Mullins
Patrick Michael Mullins (New Orleans, 5 febbraio 1992) è un ex calciatore statunitense, di ruolo attaccante.

## Caratteristiche tecniche
È un centravanti.

## Palmarès

### Individuale
- Hermann Trophy: 2

2012, 2013